# Knattane
Die Knattane (norwegisch für Felsvorsprünge, im russischen Verzeichnis Knottane, englisch Knattane Peaks) sind drei Berge im ostantarktischen Enderbyland. Sie ragen 7 km nordöstlich der Simmers Peaks auf.
Norwegische Kartographen, die sie auch benannten, kartierten sie 1946 anhand von Luftaufnahmen der Lars-Christensen-Expedition 1936/37. 